# 女必殺五段拳
『女必殺五段拳』（おんなひっさつごだんけん）は、1976年5月29日に公開された日本の映画。監督は小沢茂弘、主演は志穂美悦子。女必殺拳シリーズ第4作目にして最終作。

## 概要
小沢茂弘による東映映画の最後の監督作品である。
結婚に興味がない空手の達人の女性が麻薬取締官と共に国際地下組織の陰謀に立ち向かう。
東映京都撮影所が制作を担当したことから、京都を舞台とし、東映京都撮影所の撮影の舞台裏もふんだんに織り込んだ作品になっている。

## スタッフ
- 監督・構成：小沢茂弘
- 脚本：鳥居元宏、松本功、志村正浩
- 企画：松平乗道

## キャスト
- 中川菊：志穂美悦子
- ミッチー：ミッチー・ラブ
- ジム・サリバン：ケン・ウォーレス
- 藤山隆三：川合伸旺
- 貝原喜一郎：汐路章
- 野口一平：田淵岩夫
- マダム：三浦徳子
- 綾：荒木雅子
- 宮本巌：田中浩
- ジョー・スペンサー：クロード・ガニオン
- ダン白井：ハル・ゴールド
- ルー・ダグラス教授：トニー・セテラ
- 井上守衛：山田良樹
- 大沢則男：笹木俊志
- 水島保取締官：五十嵐義弘
- 大曽根五郎取締官：岩尾正隆
- 田所清：志茂山高也
- 寺山信吉：前川良三
- ガードマン・嵐：大矢敬典
- 工藤：片桐竜次
- 貝原の部下：壬生新太郎
- 西野明：酒井努
- 沢田昭一：井上誠吾
- 貝原の部下：栗原敏
- ジル(少年)バリー・フィルトン
- ミッチー(幼少）ラーナ・マクダム
- 掃除婦：美柳陽子
- スギ：岡嶋艶子
- 木谷邦臣
- 藤長照夫
- 骨董屋：有島淳平
- 鳥巣哲生
- 見合相手の松居はん：古川義信
- 料理人：池田謙治
- 演技事務の犬丸さん：畑中伶一
- 矢部義章
- 用心棒・ニッグ：サンダー杉山
- 女形：伊吹太郎
- 床山：山根伸介
- 古参俳優：結城哲也
- 映画監督：南方英二
- 中川武夫：鈴木正文
- 高木修二：渡瀬恒彦
- アナウンサー：友金敏雄（ノンクレジット）
- 取締官：白井滋郎（ノンクレジット）
- 守衛：小峰隆司（ノンクレジット）
- 貝原の部下：福本清三（ノンクレジット）
- 助監督：疋田泰盛（ノンクレジット）

## 同時上映
『お祭り野郎 魚河岸の兄弟分』
- 監督：鈴木則文 / 主演：松方弘樹

## ネット配信
- 東映シアターオンライン（YouTube）：2023年12月15日21:00 - 同年同月20:59（JST）